# Andreas Christ
Andreas Christ (* 15. Oktober 1981) ist ein deutscher Schauspieler.

## Leben und Werk
Christ sammelte seine ersten schauspielerischen Erfahrungen mit dem Theaterensemble Show Ab! und in einigen Studentenkurzfilmen. Bekannt wurde er mit dem erfolgreichen Teenagerfilm Mädchen, Mädchen an der Seite von Karoline Herfurth. Danach folgten Hauptrollen in Filmen wie „Rec“ von Marco Kreuzpaintner sowie „Hand In Hand“, wo er an der Seite von Sophie Rois und Martin Wuttke zu sehen war.
Seine Schauspielausbildung absolvierte er von 2002 bis 2006 an der Hochschule für Schauspielkunst „Ernst Busch“, darauf folgte ein Festengagement am Berliner Ensemble. Er spielte dort unter der Regie von Claus Peymann, Thomas Langhoff und Manfred Karge.
Nach zehn Jahren in Berlin zog es ihn 2011 in die Hansestadt Hamburg, wo er seitdem als freischaffender Schauspieler und Musiker tätig ist. 2012 zeigte er am Opernhaus Kiel in „The Black Rider“ als Wilhelm auch sein gesangliches Talent.
An der Seite von Volker Lechtenbrink spielt er seit 2013 in dem Theaterstück „Der Mentor“ von Daniel Kehlmann die Rolle des Martin Wegner.
Als Musiker benutzt er den Namen GERHARDSON als Pseudonym.

## Filmografie (Auswahl)
- 2001: Sinan Toprak ist der Unbestechliche (Fernsehserie, Folge Halbgott)
- 2001: Mädchen, Mädchen
- 2001: Hand in Hand (Fernsehfilm)
- 2002: REC – Kassettenjungs/Kassettenmädchen
- 2002: Stahlnetz (Fernsehserie, Folge Ausgelöscht)
- 2007: Horch
- 2008: Mit einem Schlag (Fernsehfilm)
- 2009: SOKO Wismar (Fernsehserie, Folge Das Recht zu leben)
- 2009, 2014: Küstenwache (Fernsehserie, verschiedene Rollen,2 Folgen)
- 2010: SOKO Köln (Fernsehserie, Folge Geister der Vergangenheit)
- 2010: Gier (Fernsehzweiteiler)
- 2012: Staub auf unseren Herzen
- 2013: SOKO 5113 (Fernsehserie, Folge Alte Kameraden)
- 2014: Kripo Holstein (Fernsehserie, Folge Bauer sucht Frau)
- 2016: Mörderische Stille (Fernsehfilm)
- 2017: Helen Dorn: Gnadenlos (Fernsehreihe)
- 2017: Tatort: Dunkle Zeit (Fernsehreihe)
- 2018: In aller Freundschaft (Fernsehserie, Folge Männersache)
- 2018: In aller Freundschaft – Die Krankenschwestern (Fernsehserie, Folge Ganz oder gar nicht)
- 2019: Großstadtrevier (Fernsehserie, Folge Entführung auf Anfrage)
- 2019: Notruf Hafenkante (Fernsehserie, Folge Patentocher)
- 2019: Unschuldig (Fernsehfilm)
- 2020: Die Rosenheim-Cops (Fernsehserie, Folge Ein Zwilling kommt selten allein)
- 2020: Um Himmels Willen (Fernsehserie, Folge Familienkrise)
- 2021: In aller Freundschaft – Die jungen Ärzte (Fernsehserie, Folge Ausgleich)

## Theater (Auswahl)
- Ole in „Und Morgen die ganze Welt“, Regie: Veit Schubert, Neue Bühne Senftenberg (2004)
- Hasting in „Richard III“, Regie: Julie Pfleiderer, bat-Studiotheater (2005)
- Gilgamesh in „Gilgamesh“, Regie: Sebastian Martin, Hebbel am Ufer (2005)
- Jesse Mahoney in „Mann ist Mann“, Regie: Manfred Karge, Berliner Ensemble (2006–07)
- Raimond in „Jungfrau von Orleans“, Regie: Claus Peymann, Berliner Ensemble (2006–07)
- Woinow & Foka in „Die Gerechten“, Regie: Jette Steckel, Kampnagel (2007)
- Alex in „Separatisten“, Regie: Arne Boege, Sächsischen Staatstheater (2007)
- Brimir in „Die Geschichte vom blauen Planeten“, Regie: Sascha Hargesheimer, Maxim Gorki Theater (2008)
- Scipio in „Caligula“, Regie: Jette Steckel, Deutsches Theater (2008–09)
- Demetrius in „Sommernachtstraum“, Regie: Torsten Pitoll, Theater Erlangen (2009)
- Claudio in „Viel Lärm um nichts“, Regie: Jan Philipp Gloger, Residenztheater München (2010–11)
- Peter Schock in „Die Entscheidung“, Regie: Miron Hakenbeck, Bayerische Staatsoper  (2011)
- Frank in „Zusammen ist man weniger allein“, Regie: Harald Weiler, Altonaer Theater (2012)
- Stanislaw Sorbinsky in „Sein oder nicht sein“, Regie: Christian Nickel, Altonaer Theater (2012)
- Wilhelm in „The Black Rider“, Regie: Malte Kreuzfeldt, Opernhaus Kiel (2012–13)
- Steve Baker in „Show Boat“, Regie: Melissa King, Bad Hersfelder Festspiele (2013)
- Martin Wegner in „Der Mentor“, Regie: Folke Braband, Theater am Kurfürstendamm (2013–16)
- Dexter in „Singin’ In The Rain“, Regie: Melissa King, Staatstheater Nürnberg (2015)